# Trường Trung học phổ thông Trần Hưng Đạo, Hải Phòng
Trường Trung học phổ thông Trần Hưng Đạo là một trường học công lập của thành phố Hải Phòng; được thành lập vào ngày 14 tháng 6 năm 1977.
Ban đầu, trường có tên gọi là Phổ thông trung học - vừa học vừa làm An Thái, sau được đổi thành Phổ thông trung học - vừa học vừa làm Trần Hưng Đạo, và hiện tại là Trung học phổ thông Trần Hưng Đạo.

## Lịch sử

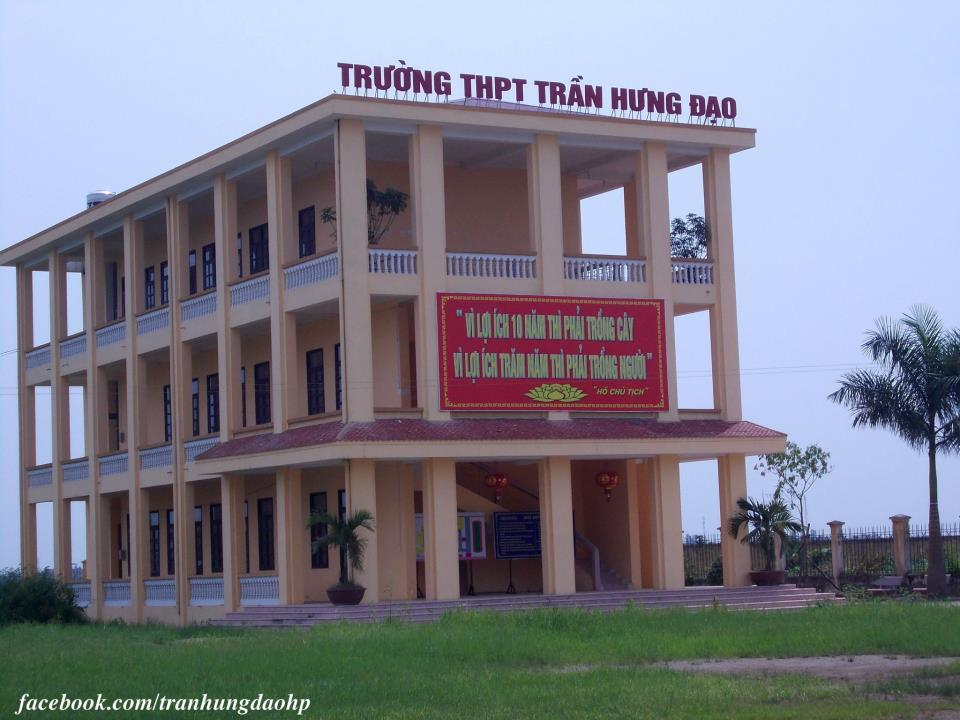
Một dãy nhà mới xây

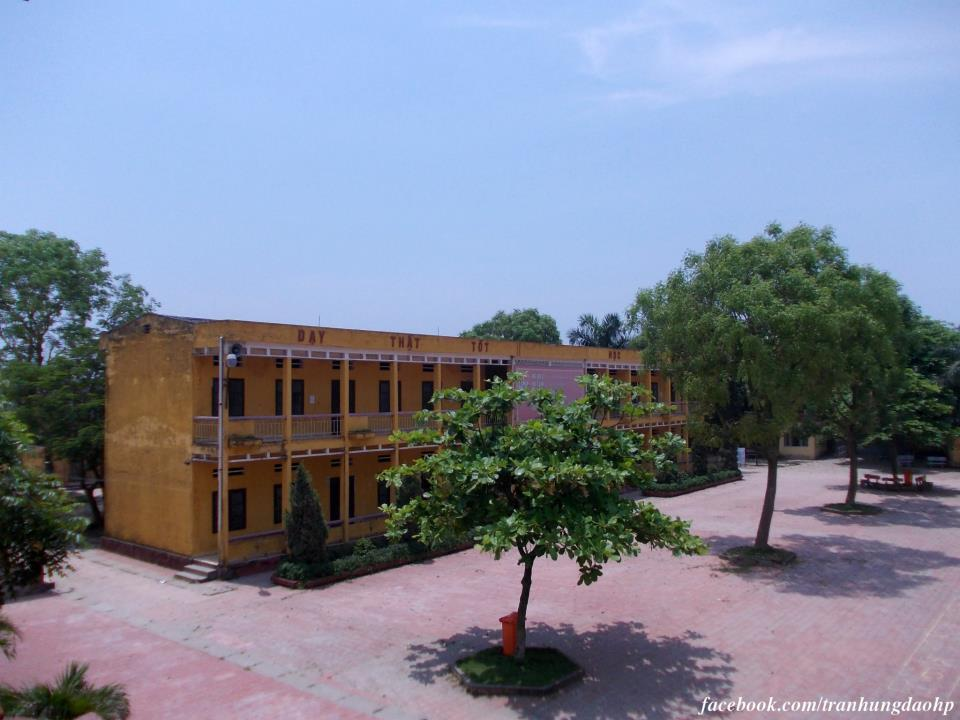
Sân trường mùa hè

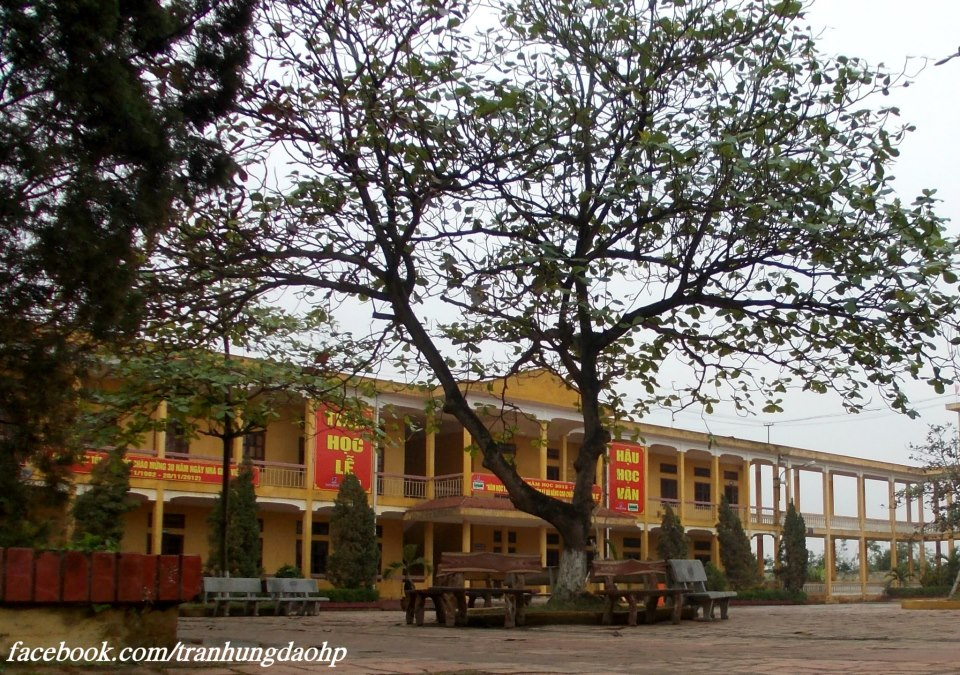
Sân trường mùa đông

Sau khi tiến hành thắng lợi công cuộc giải phóng Miền Nam 30/04/1975 thống nhất đất nước vào năm 1976, cả nước bước vào thời kỳ hàn gắn vết thương chiến tranh, khôi phục và phát triển kinh tế, xây dựng chủ nghĩa xã hội. Đảng Cộng sản Việt Nam và Nhà nước Việt Nam đã xác định chiến lược con người có vai trò cực kỳ quan trọng trong thời kỳ mới của cách mạng. Vì vậy, giáo dục và đào tạo cần được chuyển hướng để thực hiện nguyên lý giáo dục "Học đi đôi với hành, giáo dục kết hợp với LĐSX, nhà trường gắn liền với xã hội".
Thực hiện đường lối giáo dục của Đảng CSVN, chủ trương của Bộ Giáo dục là nghiên cứu phát triển một loại hình trường học mới với cách thức đào tạo là trang bị kiến thức phổ thông và kỹ năng nghề nghiệp đáp ứng được yêu cầu vừa học lên được đại học, vừa có thể đi vào thực tiễn sản xuất để xây dựng quê hương.
Tuy nhiên, do hoàn cảnh đất nước vừa thoát khỏi chiến tranh, không còn viện trợ từ bên ngoài, kinh phí đầu tư cho giáo dục còn hạn chế do đó mô hình trường được xác định là: "trường Phổ thông trung học - vừa học, vừa làm". Trên địa bàn cả nước những năm trước đó mới chỉ có trường "Thanh niên lao động XHCN Hoà bình" đang thí điểm mô hình này, nhưng ở vùng đồng bằng thì chưa có một trường nào như vậy.
Nắm bắt được chủ trương đó, Thành uỷ - UBND thành phố Hải Phòng quyết định thành lập trên địa bàn thành phố 2 trường PTTH - VHVL đầu tiên vào ngày 14/06/1977 đó là trường PTTH - VHVL An Thái của huyện An Thụy và trường PTTH - VHVL Hùng Thắng của huyện Tiên Lãng.
Đến năm 1979 thêm 4 trường nữa được thành lập đó là trường PTTH - VHVL Nguyễn Trãi của huyện An Hải, trường PTTH - VHVL Tú Sơn của huyện An Thuỵ, trường PTTH - VHVL Bạch Đằng của huyện Thủy Nguyên, trường PTTH - VHVL Tô Hiệu của huyện Vĩnh Bảo.
Đến năm 1982 trên toàn quốc có khoảng 50 trường theo mô hình PTTH - VHVL.
Như vậy, ngày 14/06/1977 thành phố Hải Phòng thành lập trường PTTH vừa học, vừa làm An Thái, sau đó đổi tên thành PTTH - VHVL Trần Hưng Đạo, Hải Phòng và sau này đổi tên là Trường THPT Trần Hưng Đạo, Hải Phòng.

## Quá trình phát triển

### Giai đoạn 1977-1987
Năm học đầu tiên 1977-1978, trường chỉ có 6 lớp, với 250 học sinh, 25 cán bộ, giáo viên, nhân viên.

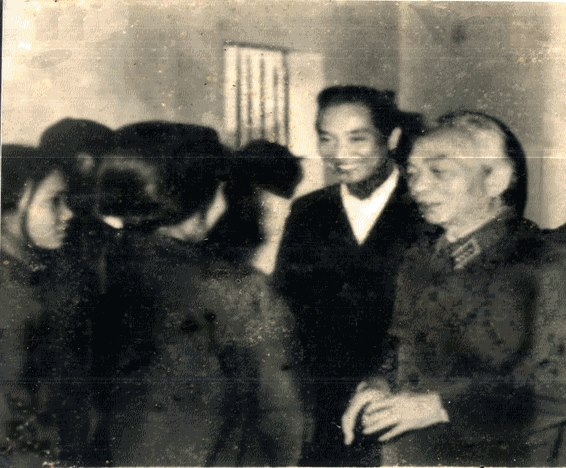
Đại tướng Võ Nguyên Giáp về thăm trường năm 1982

Trong 10 năm đầu kể từ ngày thành lập, trường luôn luôn là lá cờ đầu của ngành giáo dục toàn quốc với thành tích vừa trang bị cho học sinh kiến thức phổ thông, vừa tổ chức LĐSX để hướng nghiệp, dạy nghề cho học sinh và liên kết với địa phương để sử dụng có hiệu quả, hợp lý học sinh tốt nghiệp ra trường. Với thành tích đó sau 5 năm trường được tặng Huân chương Lao động hạng Ba,
Năm 1985 được tặng Huân chương Lao động hạng Nhì, Nhà giáo Lê Hồng Thuý - Nguyên Hiệu trưởng nhà trường được tặng danh hiệu Nhà giáo ưu tú và Anh hùng Lao động năm 1987, ngoài ra nhà trường còn được công nhận tập thể tiên tiến xuất sắc nhiều năm với cờ thi đua của Hội đồng Bộ trưởng, cờ của Tổng liên đoàn lao động về thành tích phục vụ sản xuất nông nghiệp, 5 cờ thi đua của Bộ Giáo dục và Đào tạo, 5 cờ tiên tiến xuất sắc của UBND Thành phố cùng với nhiều bằng khen, giấy khen của Trung ương và địa phương.
Năm 1982, chỉ 5 năm sau khi trường được thành lập, đại tướng Võ Nguyên Giáp đã về thăm trường

### Giai đoạn 1988-1994
Sau năm 1987, đất nước bước vào thời kỳ đổi mới Nhà nước tiến hành cải cách giáo dục, mô hình trường PTTH - VHVL đã hoàn thành nhiệm vụ lịch sử của mình. Trường được đổi tên thành PTTH Trần Hưng Đạo, sau đó được Bộ giáo dục và đào tạo đổi tên thành trường THPT Trần Hưng Đạo. Bước vào thời kỳ xây dựng trường theo tiêu chí ‘‘Chuẩn hoá, hiện đại hoá, xã hội hóa’’.

### Giai đoạn 1995-2005
Từ năm 1996 đến nay, trường luôn luôn được công nhận tiên tiến cấp thành phố, được tặng 3 bằng khen của Bộ Giáo dục và Đào tạo

### Giai đoạn 2005-2010
* Năm học 2006-2007: Trường có 14 em đoạt giải văn hoá cấp thành phố; 1 em đỗ thủ khoa (27 điểm) khoa Sư phạm hoá Trường Đại học Hải Phòng. Đội ngũ giáo viên nhà trường đoàn kết, nhiệt tình, 97% đạt trình độ chuẩn; 80% trình độ A vi tính trở lên. Cơ sở vật chất nhà trường được quan tâm đầu tư, nâng cấp theo hướng chuẩn hoá, hiện đại hóa.
* Năm học 2007- 2008 trường được bằng khen của Chính phủ

Từ năm 2005 - 2010, trường được bằng khen của Chính phủ năm học 2007 - 2008, 12 CBGV được công nhận CSTĐ cấp Thành phố, 2/3 số CBGV được công nhận CSTĐ cơ sở và danh hiệu giáo viên dạy giỏi các cấp.

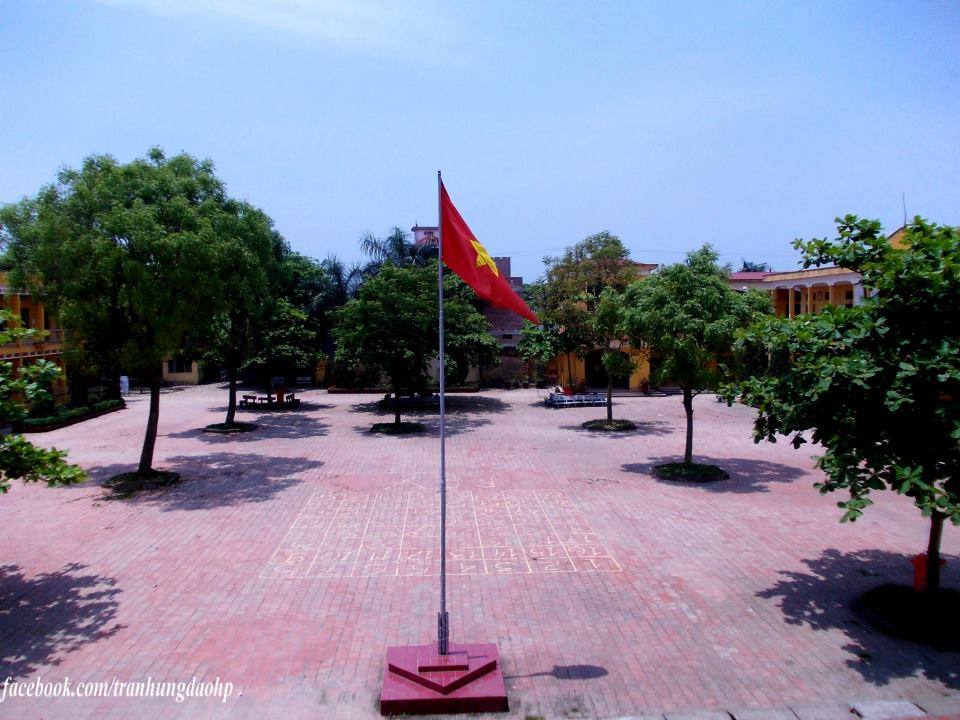
Trường vào hè (năm 2012)

### Giai đoạn 2010-2015
- Giai đoạn 2010-2012

Tỷ lệ học sinh lên lớp thẳng hàng năm đạt từ 98,0% trở lên, tỷ lệ học sinh giỏi toàn diện năm học 2010 - 2011 đạt 11,8% (cao nhất từ trước tới nay). Tỷ lệ học sinh đỗ tốt nghiệp THPT nhiều năm gần đây đạt trên 99,0%. Tỷ lệ học sinh trúng tuyển Đại học, Cao đẳng năm học 2010 - 2011 đạt gần 40,0% trên tổng số học sinh đăng ký dự thi. Số học sinh giỏi thành phố năm sau cao hơn năm trước. Năm học 2011 - 2012 số học sinh giỏi thành phố đạt cao nhất từ trước tới nay với 23 giải trong đó có 2 giải nhất, 6 giải nhì, 6 giải ba, 9 giải khuyến khích, có 1 học sinh được chọn vào đội tuyển Quốc gia thi môn Máy tính cầm tay Hóa học.
- Giai đoạn 2012-2015

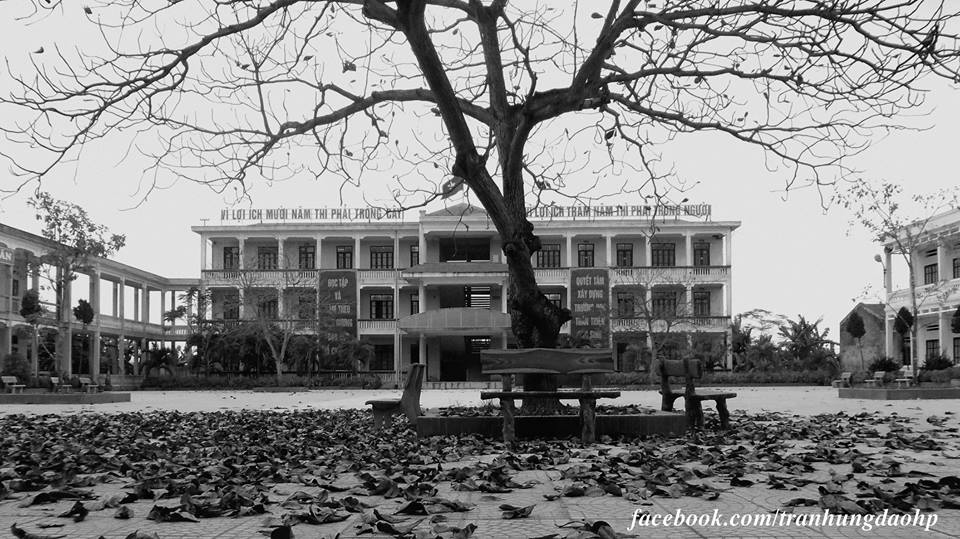
Trường vào mùa Đông

Trong 3 năm học này, tỷ lệ học sinh giỏi toàn diện đạt trung bình 15%, tỷ lệ tốt nghiệp luôn đạt trên 99%, tỷ lệ học sinh đỗ Đại học, Cao đẳng ngày càng tăng lên trung bình đạt trên 60%.
Số học sinh giỏi thành phố ngày một tăng cả về chất và lượng. Tính từ năm 2012 đến 2015 trường có hơn 120 giải HSG Quốc gia, HSG thành phố và các lĩnh vực khác, trong đó có 7 học sinh được chọn vào đội tuyển thành phố tham dự kỳ thi Quốc gia giải toán qua máy tính cầm tay các môn Vật lý, Hóa học, Sinh học và tất cả các em đều đạt giải trong đó có: 2 giải Nhất (môn Vật lý và Sinh học), 2 giải Nhì (môn Vật lý và Hóa học), 2 giải Ba (môn Vật lý và Sinh học) và 1 giải Khuyến khích (môn Sinh học).

100% CB, GV, NV đạt chuẩn về trình độ, trong đó có 25% trên chuẩn, 10% đang học để nâng chuẩn; 20 giáo viên được công nhận Chiến sĩ thi đua cấp thành phố. Hơn 60% CB, GV đã được công nhận là Chiến sĩ thi đua cấp cơ sở và danh hiệu giáo viên dạy giỏi các cấp.

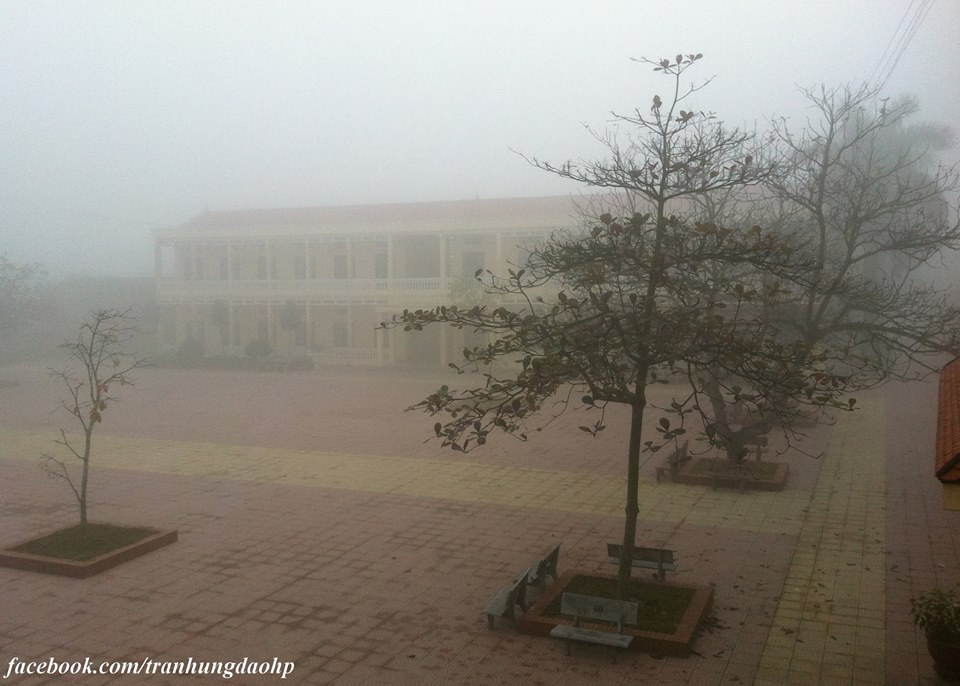
Trường vào cuối Đông

Trường liên tục được nhận Giấy khen của Giám đốc Sở GD&ĐT Hải Phòng vì đã có những thành tích xuất sắc trong thực hiện nhiệm vụ năm học. Đảng bộ, Công đoàn và Đoàn thanh niên nhà trường luôn được công nhận hoàn thành và hoàn thành xuất sắc nhiệm vụ.
Tính đến năm 2015 trường đã được tặng 3 Bằng khen của Bộ GD&ĐT và 1 Bằng khen của Thủ tướng Chính phủ

### Giai đoạn 2015-2020
Năm học 2015-2016 nhà trường được Chủ tịch UBND thành phố khen Tập thể hoàn thành xuất sắc nhiệm vụ năm học.
Năm học 2016-2017, phong trào thi đua “Dạy tốt-Học tốt”, lập thành tích chào mừng kỷ niệm 40 năm thành lập trường được thầy, trò nhà trường hưởng ứng sôi nổi và đạt thành tích rất đáng kể. Trường có 8 học sinh đoạt giải học sinh giỏi quốc gia; tỷ lệ học sinh tốt nghiệp THPT đạt 100%; tỷ lệ học sinh đạt điểm sàn xét tuyển đại học, cao đẳng đạt hơn 80%. Trong đó, 2 học sinh của trường đạt từ 28,5 điểm trở lên.
Năm học 2019-2020 tỷ lệ học sinh tốt nghiệp THPT 100%. 

### Giai đoạn 2020-2025
Năm học 2020-2021 tỷ lệ học sinh tốt nghiệp THPT 100%. 

## Chi bộ
Theo sự chỉ đạo của thành ủy - UBND thành phố Hải Phòng và huyện An Thụy, ngày 14/6/1977 phân hiệu cấp 3 An Thái thuộc trường cấp 3 Kiến Thụy được tách ra để thành lập trường phổ thông cấp 3 - vừa học vừa làm An Thái, tiền thân của trường THPT Trần Hưng Đạo. Từ tháng 6/1977, chi bộ Đảng nhà trường được thành lập.
- Ban đầu chi bộ có 3 đảng viên do đồng chí Lê Hồng Thúy - Hiệu trưởng nhà trường được chỉ định làm bí thư Đảng bộ.
- Năm 2012 (sau 35 năm): đội ngũ cán bộ, đảng viên của chi bộ đã trưởng thành mau chóng cả về số lượng và chất lượng. Trong tổng số 50 đảng viên sinh hoạt Đảng, có 46 đảng viên được kết nạp tại trường, 21 đảng viên đã chuyển công tác và về hưu. Chi bộ có 29 đảng viên sinh hoạt trong 3 tổ Đảng, toàn bộ lãnh đạo chủ chốt của trường các đoàn thể quần chúng và 100% các tổ trưởng, tổ phó chuyên môn đều là đảng viên.

Tới năm 2012, trong số các đảng viên chuyển đi đơn vị khác, có 1 đồng chí là chủ tịch quận, 3 đồng chí là trưởng, phó phòng ban sở GD&ĐT, 2 đồng chí là lãnh đạo trường THPT. Trong suốt chiều dài 35 năm tồn tại và phát triển, chi bộ đảng nhà trường luôn được huyện đảng bộ công nhận đơn vị trong sạch vững mạnh.

## Các thế hệ lãnh đạo qua các thời kỳ
- Giai đoạn 1977 - 1987

- Hiệu trưởng: Anh hùng lao động - Nhà giáo ưu tú Lê Hồng Thúy
- Phó Hiệu trưởng: Nhà giáo Lê Tâm Đồng, Nguyễn Văn Tuệ, Phạm Khánh Tường
- Giai đoạn 1987 - 1994

- Hiệu trưởng: Nhà giáo Lê Tâm Đồng
- Phó Hiệu trưởng: Nhà giáo Nguyễn Văn Tuệ, Phạm Khánh Tường
- Giai đoạn 1994 - 2012

- Hiệu trưởng: Nhà giáo Phạm Khánh Tường
- Phó Hiệu trưởng: Nhà giáo Nguyễn Văn Tuệ, Bùi Văn Dũng, Đặng Thị Tuyến, Bùi Thị Vẻ
- Từ năm 2012 - 2014

- Hiệu trưởng: Nhà giáo Phạm Trung Diện
- Phó Hiệu trưởng: Nhà giáo Đặng Thị Tuyến, Bùi Thị Vẻ, Nguyễn Thị Thanh Hà
- Từ năm 2014 - 2015

- Hiệu trưởng: Nhà giáo Phạm Trung Diện
- Phó Hiệu trưởng: Nhà giáo Bùi Thị Vẻ, Nguyễn Thị Là
- Từ 1/2015 - 4/2015

- Hiệu trưởng: Nhà giáo Phạm Trung Diện
- Phó Hiệu trưởng: Nguyễn Thị Là 
- Từ tháng 4/2015 - tháng 9/2021

- Hiệu trưởng: Nhà giáo Phạm Trung Diện
- Phó Hiệu trưởng: Nguyễn Thị Là, Nguyễn Thị Tuyên
- Từ tháng 9/2021 - tháng 12/2021

- Hiệu trưởng: Nhà giáo Phạm Trung Diện
- Phó Hiệu trưởng: Nhà giáo Nguyễn Thị Tuyên, Đặng Thị Ngọc
- Từ tháng 1/2022

- Hiệu trưởng: Nhà giáo Ngô Hồng Tân
- Phó Hiệu trưởng: Nhà giáo Nguyễn Thị Tuyên, Đặng Thị Ngọc 

## Cơ sở vật chất

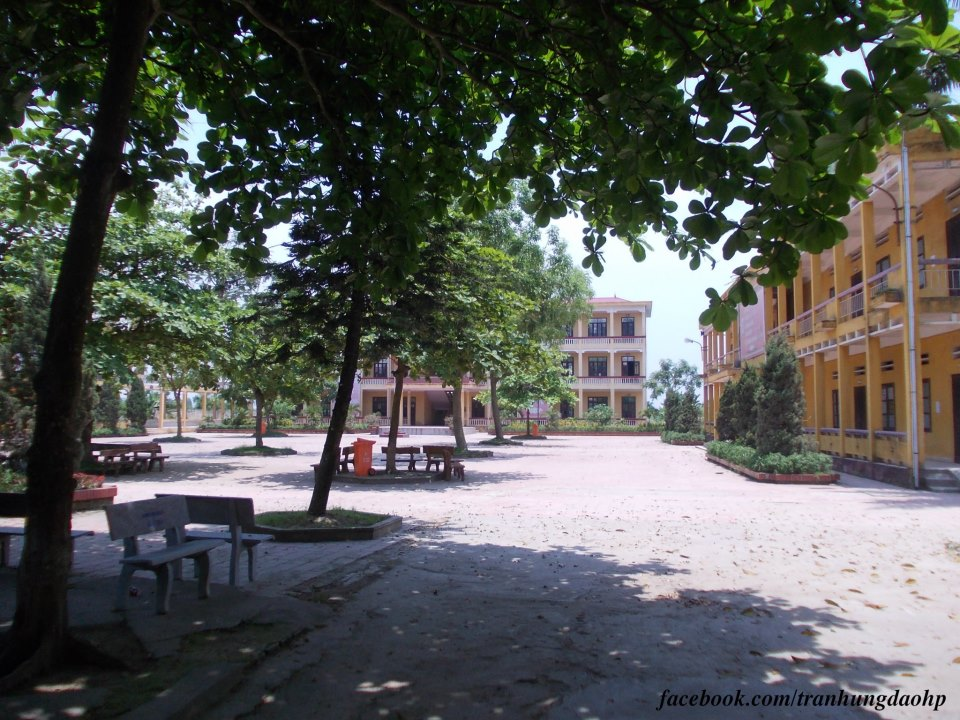
Một góc sân trường

- Thời gian đầu (1977 - 1978) trường chỉ có 6 gian nhà tranh tre lứa lá cho 12 lớp học do phụ huynh xây dựng tặng, số học sinh là 250, số cán bộ, giáo viên, nhân viên là 25. 
- Tới năm 2012: trên diện tích 5 ha hiện lên 1 ngôi trường khang trang với 34 phòng học cao tầng kiên cố với đầy đủ các công trình phụ trợ.
Nhà trường đang tích cực vận động xã hội hoá giáo dục đầu tư nâng cấp CSVC theo hướng chuẩn hóa, hiện đại hóa đồng thời tiếp tục phấn đấu về mọi mặt để được công nhận trường chuẩn Quốc gia vào những năm học sắp tới.
- Năm 2022 toàn trường có 26 lớp, 1163 học sinh, 63.giáo viên

## Những cựu học sinh tiêu biểu[10]
- Tiến sĩ Lê Xuân Huyên - Tập đoàn dầu khi Việt Nam.
- Đào Ngọc Ký, phó tổng giám đốc Công ty Sen cô Bộ Giao thông vận tải
-  Nguyễn Văn Tuấn - Thành ủy viên, phó chủ nhiệm Ủy ban Kiểm tra thành phố
- Đỗ Văn Vững phó tổng giám đốc Công ty chuyển giao công nghệ thủy lợi.
- Tiến sĩ Ngô Quốc Hoàn, giảng viên Đại học Bách Khoa Hà Nội.
- Nguyễn Văn Chọn giám đốc Công ty TNHH MTV KTCTTL Đa Độ.
- Vũ Văn Vui giám đốc Bệnh viên đa khoa An Lão